# Pacto del Espino Negro
El Pacto del Espino Negro fue un acuerdo hecho en Tipitapa, Nicaragua, el 4 de mayo de 1927. Fue desarrollado por Estados Unidos para resolver la Guerra Constitucionalista de Nicaragua de 1926-1927.

## Antecedentes
En 1924, el conservador moderado Carlos José Solórzano fue elegido presidente de Nicaragua. Juan Bautista Sacasa, cuyo padre Roberto Sacasa y Sarria había sido vicepresidente durante la administración del derrocado presidente José Santos Zelaya, se desempeñó como su vicepresidente. Creyendo que el gobierno de Nicaragua era estable, la Infantería de Marina de los Estados Unidos acordó poner fin a su presencia de 13 años en el país y se retiró de Nicaragua en agosto de 1925.
El presidente Solórzano, que ya había purgado a los liberales de su gobierno de coalición, posteriormente fue derrocado del poder en noviembre de 1925 por un grupo conservador que proclamó presidente al general Emiliano Chamorro Vargas (que había sido presidente de 1917 a 1921) en enero de 1926. A raíz del golpe de Chamorro, Sacasa huyó a México. Por temor a que se produjera una nueva guerra líbero-conservadora, Estados Unidos se negó a reconocer a Chamorro como presidente.
Los marines estadounidenses fueron enviados de regreso a Nicaragua en mayo de 1926 para proteger a los ciudadanos estadounidenses y las propiedades dentro de la nación. En octubre de 1926, luego de un acuerdo de paz mediado, Chamorro renunció como presidente y el expresidente nicaragüense Adolfo Díaz Recinos fue elegido presidente por el Congreso de Nicaragua.
Sin embargo, el país volvió a estar plagado de violencia cuando Sacasa regresó a Nicaragua y reclamó sus derechos a la presidencia. En abril de 1927, Estados Unidos envió a Henry L. Stimson a Nicaragua para ayudar a resolver el conflicto. El 20 de mayo de 1927, el general José María Moncada, líder de los rebeldes liberales, y el presidente Díaz acordaron una tregua.

## El pacto
Como parte del acuerdo, el presidente Díaz terminaría su mandato y las fuerzas de Estados Unidos permanecerían en Nicaragua para mantener el orden y supervisar las elecciones de 1928. Estados Unidos también trabajaría con el gobierno de Nicaragua para organizar una fuerza policial no partidista. Tanto los rebeldes como el gobierno también acordaron desarmar sus fuerzas mientras Estados Unidos organizaba esta fuerza policial que sería conocida como la Guardia Nacional de Nicaragua

## Consecuencias
Si bien la mayoría del gobierno y las fuerzas rebeldes acordaron aceptar el pacto, Sacasa se negó a firmar el acuerdo y abandonó el país. Un grupo liberal rebelde bajo el liderazgo de Augusto C. Sandino y Francisco Sequeira Moreno también se negó a firmar el Pacto del Espino Negro. Posteriormente, Sequeira sería asesinado en El Viejo; mientras que, Sandino haría una guerra de guerrillas no declarada contra la Infantería de Marina de los Estados Unidos y la Guardia Nacional de Nicaragua.
En enero de 1933, Estados Unidos, ahora en medio de la Gran Depresión y ansioso por poner fin a la participación en los asuntos militares de Nicaragua después de ver las bajas infligidas por el ejército de Sandino, acordó retirarse de Nicaragua. Al año siguiente, la Guardia Nacional de Nicaragua capturó y ejecutó a Sandino y destruyó a todo su ejército. El líder de la Guardia Nacional de Nicaragua, Anastasio Somoza García, también utilizó esta fuerza policial para ganar las elecciones presidenciales de Nicaragua de 1936 y establecer una dictadura.

## Lectura adicional
Zimmerman, M. (2000). Sandinista: Carlos Fonseca y la revolución nicaragüense. Duke University Press, págs. 155-157